# 陈公庆
陈公庆（1903年—1981年），原名陈华祥。浙江余姚人。中华人民共和国政治人物。

## 生平
政协山西省第四届委员会副主席。长期在上海、香港经营工商业，曾任中央化学玻璃厂经理，香港远东玻璃厂副厂长，中华纸器公司经理。1948年，参加中国民主促进会。中华人民共和国成立后，将其在香港的企业全部迁回沈阳、太原等地。历任中国粮油进出口公司副处长，太原中元玻璃厂副厂长，民进太原市委员会主任委员，民主建国会太原市委员会主任委员，太原市第三届政协副主席。1979年，当选山西省第四届政协副主席，山西省工商联第四届主任委员。是民建第三届中央委员，省三届人大代表，省二、三届政协常委。